# أموس (كيبك)
أموس، كيبك (بالإنجليزية: Amos)‏ هي مدينة كندية تقع في مقاطعة كيبك. تبلغ مساحة هذه المدينة 430.0604 (كم²)، ويبلغ عدد سكانها 12584 نسمة حسب إحصاء سنة 2006 م، بينما كان يسكنها 13044 نسمة في سنة 2001 م. تحتل هذه المدينة المرتبة رقم 291 بين مدن كندا حسب عدد السكان والمرتبة رقم 74 في المقاطعة. النمو سكاني في هذه المدينة يقدر بـ(-3.5).

## أعلام
- كارول آن كانويل
- نيكولا روي
- سوزان جاكوب
- إميل مارتيل
- قاي بورجوازي

## وصلات خارجية
- الأطلس الحكومي لكندا
- إحصاءات كندا مع ساعة تعداد السكان